# تلسکوپ هاوایی–فرانسه–کانادا

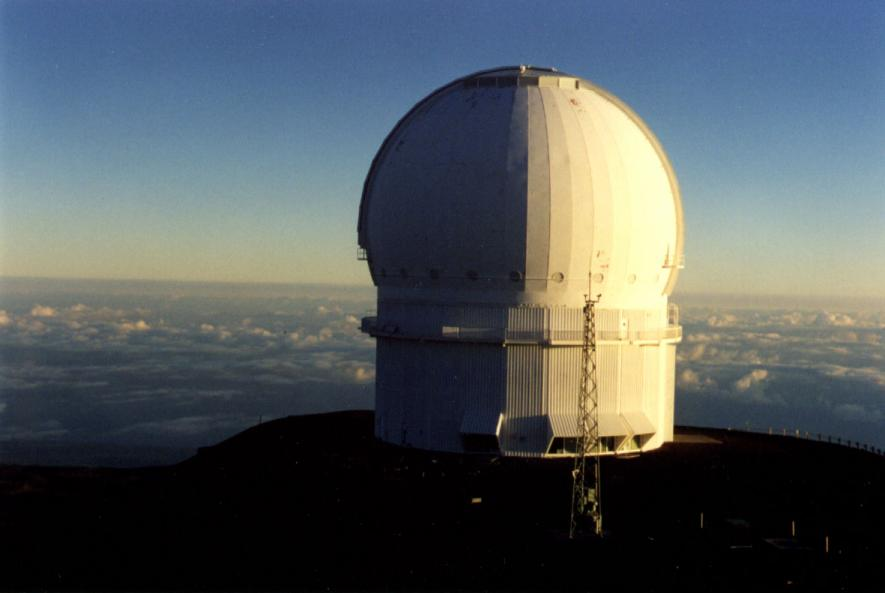
CFHT بر فراز ابرها

تلسکوپ هاوایی-فرانسه-کانادا (به انگلیسی: Canada-France-Hawaii Telescope) معروف به تلسکوپ CFHT، نام یکی از تلسکوپهای نوری واقع در رصدخانه مونوکی است که در هاوایی قرار گرفته‌است.
این تلسکوپ متشکل از یک تک‌آیینه‌است که قطر آن ۳٫۵۸ متر بوده و در ارتفاع ۴۰۲۴ متری قرار دارد.
کشورهای فرانسه و کانادا و آمریکا در استفاده از این تلسکوپ که در سال ۱۹۷۹ تأسیس شد شریک هستند. دانشگاه هاوایی آن را اداره می‌کند.
از پروژه‌های مهمی که این تلسکوپ همکنون بدان مشغول است، پروژهٔ پانداس (به انگلیسی: PANDAS) یا Pan-Andromeda Archeological Survey است.